# Athenry
Athenry (irsko Baile Átha an Rí, pomeni »kraljeva plitvina«) je mesto v grofiji County Galway, Irska in leži 25 kilometrov stran od mesta Galway. Ena izmed znamenitosti Athenrya je srednjeveški grad, prav tako pa je znano po pesmi Fields of Athenry.